# Valerij Voronin
Valerij Ivanovič Voronin (rusky Валерий Иванович Воронин; 17. července 1939, Moskva – 22. května 1984, Moskva) byl sovětský fotbalista ruské národnosti. Hrával na pozici záložníka.
V létě roku 1968 byl účastníkem vážné autonehody, ze které se fyzicky vzpamatoval, ale po níž zanechal psychickou jizvu. Dostal se do problémů s alkoholem. V květnu 1984 byl nalezen mrtev v křoví s rozbitou hlavou, šlo o vraždu. Krátce před vraždou byl viděn Jurijem Michajlovičem Stěpaněnkem (trenér Torpeda Moskva v 60. letech 20. století) ve společnosti neznámých osob. Případ byl kvůli nedostatku důkazů odložen.

## Fotbalová kariéra
Se sovětskou fotbalovou reprezentací vybojoval stříbrnou medaili na mistrovství Evropy roku 1964. Hrál též na Euru 68, kde Sověti obsadili čtvrté místo a na světovém šampionátu roku 1962 a 1966 (rovněž čtvrté místo). Sovětský svaz reprezentoval v 63 zápasech, v nichž vstřelil 5 branek.
Celou svou profesionální kariéru (1958–1969) strávil v jediném klubu: Torpedu Moskva. Dvakrát s ním vyhrál sovětskou ligu (1960, 1967), jednou sovětský pohár (1960).
V letech 1964 a 1965 byl vyhlášen sovětským fotbalistou roku. V anketě Zlatý míč, která hledala nejlepšího fotbalistu Evropy, skončil roku 1965 osmý., roku 1964 desátý.